# Artem Mikoyan
Artem Mikoyan (5 de agosto de 1905 – 9 de dezembro de 1970), (em armênio Արտյոմ Հովհաննեսի Միկոյան em russo Артём Ива́нович Микоя́н), foi um engenheiro aeronáutico armênio, que trabalhou na antiga União Soviética. Em parceria com Mikhail Gurevich, projetou os famosos caças MiG.

## Projetos de aeronaves a jato

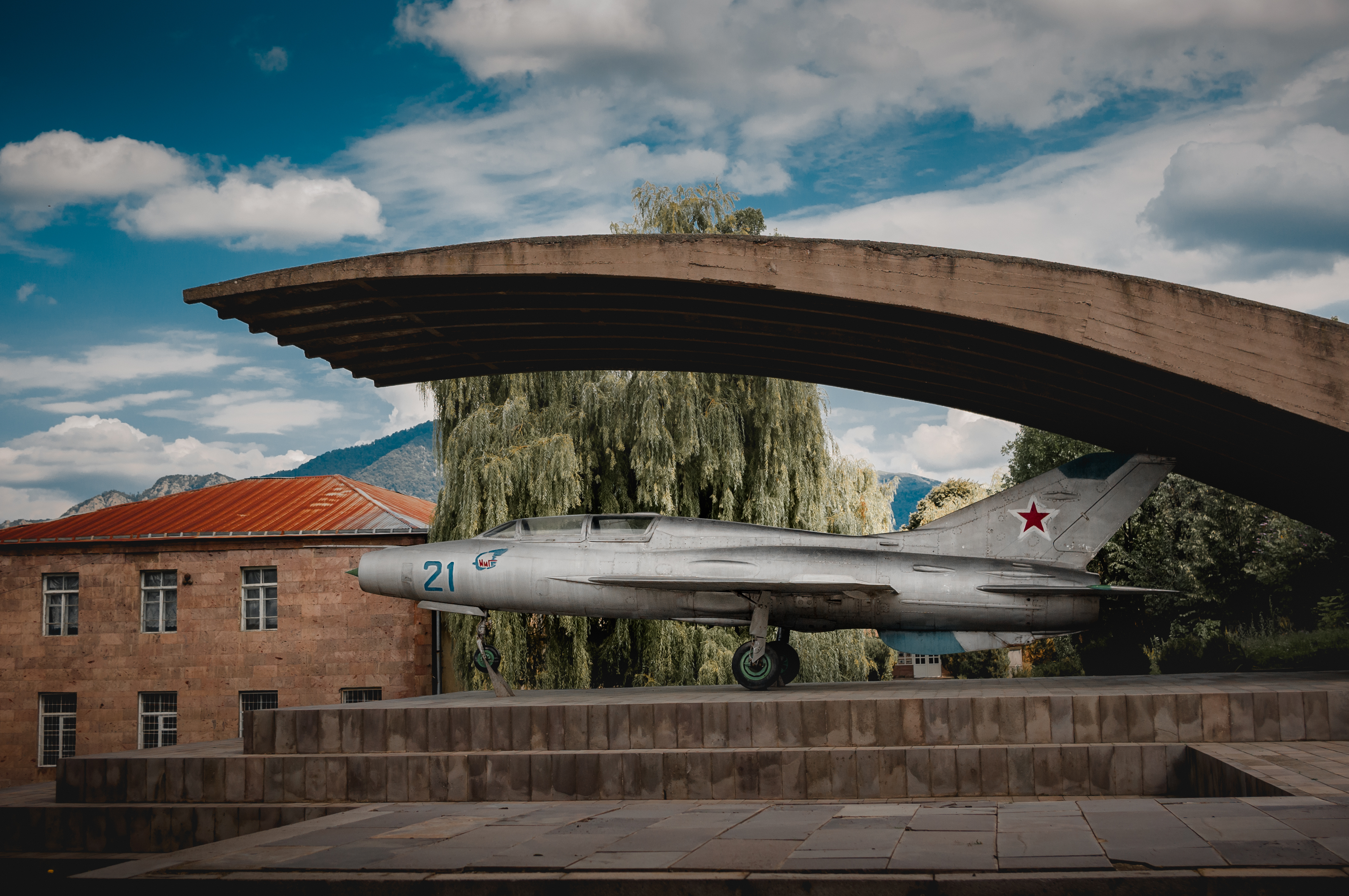
Memorial a Artem Mikoyan em Sanahin

Os primeiros projetos do pós-guerra baseavam-se em trabalhos domésticos, bem como em caças a jato alemães capturados e em informações fornecidas pela Grã-Bretanha ou pelos Estados Unidos. Em 1946, os projetistas soviéticos ainda estavam tendo problemas para aperfeiçoar o motor a jato BMW 109-003 de fluxo axial projetado na Alemanha - os projetos do turbojato BMW 109-003 foram apreendidos pelas forças soviéticas da fábrica de Basdorf-Zühlsdorf perto de Berlim e do Obras centrais perto de Nordhausen. A produção do 003 foi estabelecida no "Outubro Vermelho" GAZ 466 ( Gorkovsky Avtomobilny Zavod , ou Fábrica de Automóveis Gorky) em Leningrado, onde o motor a jato 003 foi produzido em massa a partir de 1947 sob a designação RD-20 (reactivnyi dvigatel , ou "unidade a jato"). Os novos projetos de fuselagem soviética de seus escritórios de projeto e os projetos de asas quase sônicas ameaçavam ultrapassar o desenvolvimento dos motores a jato necessários para movê-los. 
O ministro da aviação soviético Mikhail Khrunichev e o projetista de aeronaves Alexander Sergeyevich Yakovlev sugeriram a Joseph Stalin que a URSS comprasse motores a jato avançados dos britânicos. Diz-se que Stalin respondeu: "Que idiota nos venderá seus segredos?". No entanto, ele deu sua aprovação à proposta, e Artem Mikoyan, projetista de motores Klimov e outros oficiais viajaram para o Reino Unido para solicitar os motores. Para espanto de Stalin, o governo trabalhista britânico e seu ministro do comércio pró-soviético, Sir Stafford Cripps estavam dispostos a fornecer informações técnicas e uma licença para fabricar o motor a jato de fluxo centrífugo Rolls-Royce Nene. Este motor foi submetido a engenharia reversa e produzido em forma modificada como o motor a jato soviético Klimov VK-1, mais tarde incorporado ao MiG-15 (Rolls-Royce mais tarde tentou reivindicar £ 207 milhões em taxas de licença, sem sucesso).
Nesse ínterim, em 15 de abril de 1947, o Conselho de Ministros emitiu um decreto # 493-192, ordenando que o Mikoyan OKB construísse dois protótipos para um novo caça a jato. Como o decreto previa os primeiros voos em dezembro do mesmo ano, os projetistas da OKB-155 recorreram a um projeto anterior problemático, o MiG-9 de 1946. O MiG-9 usava um par do Soviete RD-20 cópias do BMW 003 por sua potência, que se mostrou pouco confiável, com o design de asa reta da fuselagem sofrendo de problemas de controle.
O protótipo Mikoyan-Gurevich I-270, pós-guerra era um caça de defesa pontual movido a foguete e "asas retas" baseado em exemplos capturados e na documentação do nunca produzido alemão Messerschmitt Me 263, que teve alguma influência nos projetos futuros de caças a jato MiG. Graças ao MiG OKB o primeiro projeto de aeronave soviética de asa inclinadas de qualquer tipo em 1945; pesquisas de asa inclinadas e documentos alemães capturados permitiram que os soviéticos desenvolver o projeto de protótipo para o caça MiG-15 de jato único, o I-310. Com a versão Klimov VK-1 do motor a jato, esse projeto se tornou o MiG-15 produzido em massa, que voou pela primeira vez em 31 de dezembro de 1948, cerca de quinze meses após o primeiro protótipo de seu homólogo americano de asas em delta, o XP-86 Sabre que voou primeiro. Apesar de suas origens mistas, esta aeronave teve excelente desempenho e formou a base para uma série de caças futuros. O MiG-15 foi originalmente planejado para interceptar bombardeiros americanos, como o B-29 Superfortress, e foi até avaliado em simulações de combate ar-ar com ex-bombardeiros B-29 dos EUA, bem como com o B-29 E posterior cópia, o Tupolev Tu-4. Uma variedade de variantes do MiG-15 foi construída, mas a mais comum era o treinador de dois lugares MiG-15UTI. Mais de 18 000 MiG-15s foram finalmente fabricados, depois vieram o MiG-17 e o MiG-19.
Os MiG-15s foram os jatos usados durante a Guerra da Coréia pelas forças comunistas, e "MiG Alley" foi o nome dado pelos pilotos da Força Aérea dos Estados Unidos à porção noroeste da Coreia do Norte, onde o rio Yalu deságua no Mar Amarelo. Durante a Guerra da Coréia, foi o local de numerosas batalhas aéreas entre os caças americanos e os das forças comunistas, especialmente a União Soviética. O F-86 Sabree os caças Mikoyan-Gurevich MiG-15 de construção soviética foram as aeronaves usadas durante a maior parte do conflito, com o apelido da área derivado do último. Por ter sido o local das primeiras batalhas aéreas jato-contra-jato em grande escala, MiG Alleyy é considerado o berço do combate de caça a jato.

## Trabalho posterior
A partir de 1952, Mikoyan também projetou sistemas de mísseis especialmente adequados para sua aeronave, como o famoso MiG-21. Ele continuou a produzir lutadores de alto desempenho durante as décadas de 1950 e 1960.
Ele foi premiado duas vezes com a mais alta honraria civil, o Herói do Trabalho Socialista e foi deputado em seis Soviete Supremo.
Após a morte de Mikoyan, o nome do escritório de design foi alterado de Mikoyan-Gurevich para simplesmente Mikoyan. No entanto, o designador permaneceu MiG. Muitos outros designs vieram do bureau de design, como o MiG-23 , MiG-29 e MiG-35 e variações.
Depois de sofrer um derrame cerebral em 1969, Mikoyan morreu no ano seguinte e foi enterrado no cemitério Novodevichy em Moscou.